# Magnus Weideskog
Magnus Weideskog, född 26 augusti 1987 i Hässelby, är en svensk sångare. Hans första album "Unga Hjärtan" släpptes den 3 februari 2010.
Med studioinspelning av tre låtar tillsammans med Josef Zackrisson och en med Magnus Tingsek blev det ett kontrakt med Sony Music. Det blev också Josef Zackrisson som producerade debutalbumet "Unga hjärtan" ihop med Magnus Weideskog.
På skivan finns en låt, "Olika världar", som gjordes med Ken Ring. Låten beskriver klasskillnader i Hässelby där både Magnus och Ken har växt upp.